# Anderson (football, décembre 1981)
Pour les articles homonymes, voir Anderson et Silva.
Anderson Santos Silva est un footballeur brésilien né le 14 décembre 1981 à Tapiramutá. Il évolue au poste de défenseur.

## Biographie
Anderson joue au Brésil, en Pologne, et au Japon.
Il dispute 41 matchs en première division polonaise, inscrivant un but.